# Francisco Cecilio
Francisco Cecilio Castillo (Madrid, 12 de marzo de 1937), también conocido como Paco Cecilio, es un actor español.

## Teatro
Sus inicios profesionales se remontan a 1960 cuando debuta en el Teatro María Guerrero de Madrid. Aunque en su carrera artística se encuentran no pocas intervenciones en cine, televisión y doblaje, es un actor eminentemente teatral que, a lo largo de los siguientes 40 años intervendría en decenas de obras sobre los escenarios españoles. 
Ha trabajado a las órdenes de importantes directores y compartido escenario con algunos de los más destacados intérpretes de la escena española. Entre las obras interpretadas figuran:
- Juana de Lorena (1962), de Maxwell Anderson e interpretada por José Bódalo.
- El proceso del arzobispo Carranza (1964), de Joaquín Calvo Sotelo e interpretada por Manuel Dicenta.
- El zapato de raso (1965), de Paul Claudel e interpretada por Guillermo Marín.
- La vestal de Occidente (1967), de Jacinto Benavente e interpretada por Tota Alba.[1]
- Sonrisas y lágrimas (1968), de Howard Lindsay.
- El círculo de tiza caucasiano (1971), de  Bertolt Brecht.
- Dulcinea (1972), de Gaston Baty e interpretada por María Fernanda D'Ocón.
- Misericordia (1972), de Benito Pérez Galdós e interpretada por Gabriel Llopart.
- Las tres hermanas (1973), de Chéjov e interpretada por Carmen Bernardos.
- Historia de un pechicidio (1974), de Lauro Olmo.
- Las cítaras colgadas de los árboles (1974), de Antonio Gala e interpretada por Manuel Dicenta.[2]
- Nuestro abrelatas (1976), interpretada por Juanjo Menéndez.
- Llámame... señora (1980), de Pierrette Bruno con dirección de Ángel Fernández Montesinos e interpretada por Esperanza Roy.
- Un hombre y dos retratos (1981), de José Antonio Giménez-Arnau con dirección de Víctor Andrés Catena.
- Cuentos de los bosques de Viena (1984), de Ödön von Horváth.[3]
- Rebelión en Presidencia (1985), de Germán Álvarez Blanco e interpretada por Victoria Vera y Juan Luis Galiardo.
- Vamos a contar mentiras (1985), de Alfonso Paso, e interpretada con Julia Trujillo y Jaime Blanch.
- Tratamiento de choque (1986), de Juan José Alonso Millán e interpretada por Alberto Closas.
- Por la calle de Alcalá 2 (1987), interpretada por Esperanza Roy.
- Cuéntalo tú que tienes más gracia (1991), de Juan José Alonso Millán e interpretada por Analía Gadé.
- Los siete contra Tebas (1992), de Esquilo, con dirección de Francisco Suárez.
- La comedia de los errores (1994), de William Shakespeare , con dirección de Eusebio Lázaro e interpretada por Manuel Galiana.
- La otra orilla (1995), de José López Rubio con dirección de Juanjo Menéndez.
- Cuando el gato no está (1996), de Johnnie Mortimer y Brian Cooke.[4]
- La ratonera (1998), de Agatha Christie.
- Contigo aprendí (1998), de Rafael de Mendizábal con dirección de Carlos Ballesteros e interpretada por María José Alfonso.
- Diez negritos (2001), de Agatha Christie con dirección de Ricard Reguant.
- La venganza de la Petra (2002), de Carlos Arniches e interpretada por Marisol Ayuso.
- Scaramouche (2006).

## Cine
Su paso por la pantalla grande se concentra en le época en que florece en España el subgénero denominado destape, en las que suele interpretar papeles secundarios de registro cómico.
| Año  | Título                                                                     | Personaje                       | Dirección                   |
| ---- | -------------------------------------------------------------------------- | ------------------------------- | --------------------------- |
| 1975 | Cómo matar a papá... sin hacerle daño                                      | Guardia                         | Tito Fernández              |
| 1975 | La adúltera                                                                | Panadero                        | Roberto Bodegas             |
| 1975 | Una abuelita de antes de la guerra                                         | Leo                             | Vicente Escrivá             |
| 1975 | Zorrita Martínez                                                           | Mariquita                       | Vicente Escrivá             |
| 1976 | A la Legión le gustan las mujeres (...y a las mujeres les gusta la Legión) | Masquediós                      | Rafael Gil                  |
| 1976 | El alijo                                                                   | Árbitro                         | Ángel del Pozo              |
| 1976 | La lozana andaluza                                                         | Cardenal                        | Vicente Escrivá             |
| 1976 | La mujer es cosa de hombres                                                | Conferenciante religioso        | Jesús Yagüe                 |
| 1976 | Madrid, Costa Fleming                                                      | Paquito                         | José María Forqué           |
| 1976 | El chiste                                                                  | Hombre de negocios              | Eduardo Manzanos            |
| 1976 | Señoritas de uniforme                                                      | Mariano                         | Luis María Delgado          |
| 1977 | Esposa de día, amante de noche                                             | Jorge                           | Javier Aguirre              |
| 1977 | Tengamos la guerra en paz                                                  | Daniel                          | Eugenio Martín              |
| 1978 | Estimado Sr. juez                                                          | Diego Varela                    | Pedro Lazaga                |
| 1979 | De criada a señora                                                         | Giovanni                        | Vittorio de Sisti           |
| 1979 | Historia de 'S'                                                            | Pedro                           | Francisco Lara Polop        |
| 1980 | Cuatro locos buscan manicomio                                              | Brazo de Hierro                 | Rafael Gordon               |
| 1980 | El divorcio que viene                                                      | Félix Salvador                  | Pedro Masó                  |
| 1980 | El soplagaitas                                                             | Paco                            | Mariano Ozores              |
| 1980 | ¡Qué verde era mi duque!                                                   | Pio, el sastre                  | José María Forqué           |
| 1980 | ...Y al tercer año, resucitó                                               | Director de cine                | Rafael Gil                  |
| 1981 | Busco amante para un divorcio                                              | Giorgio Pedrotti                | Giuliano Carnimeo           |
| 1981 | La casada divertida                                                        | Enrique Bailatti                | Augusto Fenollar            |
| 1981 | La masajista vocacional                                                    | Enrique Arroitagoitxenea        | Francisco Lara Polop        |
| 1981 | ¿Por qué no hacemos el amor?                                               | Armando, asistente del Dr. Livi | Maurizio Lucidi             |
| 1982 | Adulterio nacional                                                         | Cesáreo                         | Francisco Lara Polop        |
| 1982 | En busca del huevo perdido                                                 | Rabino                          | Javier Aguirre              |
| 1982 | La camionera está como un tren                                             | Sir Archibald                   | Flavio Mogherini            |
| 1982 | Los autonómicos                                                            | Baldomero                       | José María Gutiérrez Santos |
| 1982 | Los embarazados                                                            | Productor 127                   | Joaquín Coll                |
| 1982 | Los líos de Estefanía                                                      |                                 | Augusto Fenollar            |
| 1983 | El Cid Cabreador                                                           | Sancho                          | Angelino Fons               |
| 1983 | Juana la loca... de vez en cuando                                          | Santo                           | José Ramón Larraz           |
| 1984 | Bajo en nicotina                                                           | Germán                          | Raúl Artigot                |
| 1985 | Don Cipote de la Manga                                                     | Pancho                          | Gabriel Iglesias            |

## Televisión
En televisión debuta en 1970 interviniendo en algunos episodios de la serie Hora once. Sin embargo, la gran popularidad le llega en la temporada 1976-1977 cuando es seleccionado por Chicho Ibáñez Serrador para interpretar a Don Rácano, uno de los populares tacañones en la segunda temporada del concurso más famoso de la televisión en España: Un, dos, tres... responda otra vez,
En 1982, resultó memorable su interpretación del rey Fernando VII en la serie Los desastres de la guerra, protagonizada por Sancho Gracia.
Con posterioridad ha intervenido en la antología de la Revista (1985) La comedia musical española, de Fernando García de la Vega; el programa Bellezas al agua, que presentó con Norma Duval el verano de 1990 y las series Platos Rotos (1985-1986), Habitación 503 (1993), que protagonizó con María Luisa San José; Villa Rosaura (1994), donde interpreta al director de un anuncio para perros en el capítulo "Linaje", En plena forma (1997), Señor Alcalde (1998) y ¿Se puede? (2004), con Lina Morgan.

### Trayectoria en TV
| - Hora once - El tesoro (30 de enero de 1970) - Chelcash (29 de mayo de 1970) - Personajes a trasluz - Lily Lomam (15 de septiembre de 1970) - Estudio 1 - En la ardiente oscuridad (13 de abril de 1973) - El bebé (30 de noviembre de 1973) - Deseo bajo los olmos (19 de enero de 1976) - Jano (16 de diciembre de 1979) - La bella Dorotea (20 de febrero de 1981) - Don Juan (1974) - Un, dos, tres... responda otra vez (1976-1977) - Telecomedia - El emigrante (23 de enero de 1979) - Antología de la Zarzuela (1979-1980) - Teatro breve - La juerga (12 de febrero de 1981) - Teatro estudio - Milagro en Londres (7 de octubre de 1981) - Las Pícaras - La viuda valenciana (22 de abril de 1983) | - Los desastres de la guerra (1983) - Anillos de oro - A corazón abierto (21 de octubre de 1983) - La comedia musical española - El águila de fuego (8 de octubre de 1985) - La estrella de Egipto (22 de octubre de 1985) - La hechicera en palacio (17 de diciembre de 1985) - Platos rotos (1985) - Tarde de teatro - Vamos a contar mentiras (9 de noviembre de 1986) - Bellezas al agua (1990) - Taller mecánico. Como Jandro, en el episodio 2 (1991) - Habitación 503 (1993) - Villa Rosaura (1993) - Linaje (24 de julio de 1994) - Los ladrones van a la oficina - La cultura de la estafa (1 de enero de 1995) - La Revista - La blanca doble (29 de septiembre de 1996) - En plena forma (1997) - Señor Alcalde (1998) - ¿Se puede? - (31 de julio de 2004) - (7 de agosto de 2004) |